# Serie A (rugby a 15 femminile)
La serie A è il campionato nazionale italiano di seconda divisione di rugby a 15 femminile.
Istituito dalla Federazione Italiana Rugby (FIR) nel 2022, ha rilevato il nome dal campionato di prima divisione, che lo adottò per le precedenti 31 edizioni prima di essere rinominato Eccellenza e, nel 2023, Serie A Élite.
Campione italiano attuale è Neapolis, vincitrice dell'edizione 2024-25.

## Storia
Fin dalla nascita, il campionato femminile (nato nel 1984 sotto la gestione dell'Unione Italiana Sport Popolare e avocato a sé nel 1991 dalla FIR) si era sempre tenuto sostanzialmente a divisione unica: la Federazione aveva introdotto in alcune edizioni estemporanee suddivisioni di merito all'interno dello stesso campionato, come il Girone 1 Élite nel 2011-12, adottato per un paio di stagioni, che mandava le proprie prime tre squadre direttamente in semifinale e sottoponeva la quarta allo spareggio contro la vincitrice del girone 2, oppure un elaborato sistema nella stagione 2021-22, in cui il primo girone di merito mandava direttamente due squadre in semifinale, mentre le migliori degli altri tre gironi avrebbero dovuto spareggiare tra di loro per designare le due squadre che avrebbero conteso il play-off d'acceso alla semifinale contro la terza e la quarta del girone 1.
Nel 2022 la FIR decise alfine la creazione di una seconda divisione con meccanismo di promozione / retrocessione; la seconda divisione prese il nome di Serie A, fino ad allora appannaggio del massimo campionato, rinominato Eccellenza e, dall'anno successivo, Serie A Élite.
La nuova serie A fu formata da tutte le squadre del massimo campionato 2021-22 tranne le 6 del Girone 1 di merito e le due migliori prime classificate dei gironi 2, 3 e 4, più Capitolina, Parabiago e alcune nuove iscrizioni.
Il passaggio di categoria è previsto per una sola squadra, che avanza in Serie A Élite con contestuale retrocessione da tale categoria in serie A.
La prima squadra campione della nuova serie A fu la sezione femminile del Calvisano, vittoriosa nella finale di Parabiago contro Volvera per 19-17 e promossa in Eccellenza per la stagione successiva.
Nel 2024 la squadra campione è stata il Volvera, vincitrice sulle Puma Bisenzio 20-17 a Parma.

## Formula
La FIR ha previsto una prima fase a tre gironi su cui ripartire le squadre partecipanti (19 alla prima edizione) che si incontrano all'italiana con gare di andata e ritorno, con classifica generale per ogni girone secondo il criterio di punteggio dell'Emisfero Sud.
Ai play-off vanno quattro squadre: la vincitrice di ciascuno dei tre gironi più la seconda miglior classificata per media punti/gara; esse si incontrano in gara doppia di semifinale (la migliore delle prime contro la seconda classificata in una semifinale, e le altre due prime nella seconda semifinale) e le vincitrici si incontrano in gara unica per il titolo di serie A e la promozione in Serie A Élite.